# Justina Di Stasio
Justina Renay Di Stasio (ur. 22 listopada 1992) – kanadyjska zapaśniczka. Olimpijka z Paryża 2024, gdzie zajęła dwunaste miejsce w kategorii do 76 kg. Złota medalistka mistrzostw świata w 2018 i brązowa w 2017 roku.
Mistrzyni igrzysk panamerykańskich w 2019; druga w 2015. Złoty medal na mistrzostwach panamerykańskich w 2015, 2016, 2017 i 2020, a brązowy w 2014, 2022 i 2023. Triumfatorka igrzysk wspólnoty narodów w 2022. Zajęła piąte miejsce w Pucharze Świata w 2018. Akademicka mistrzyni świata w 2016 roku. Zawodniczka Simon Fraser University.